# Альтомонте (муніципалітет)

Альтомонте (італ. Altomonte, сиц. Autumunte) — муніципалітет в Італії, у регіоні Калабрія,  провінція Козенца.
Альтомонте розташоване на відстані близько 400 км на південний схід від Рима, 100 км на північний захід від Катандзаро, 50 км на північ від Козенци.
Населення — 4540 осіб (2014).

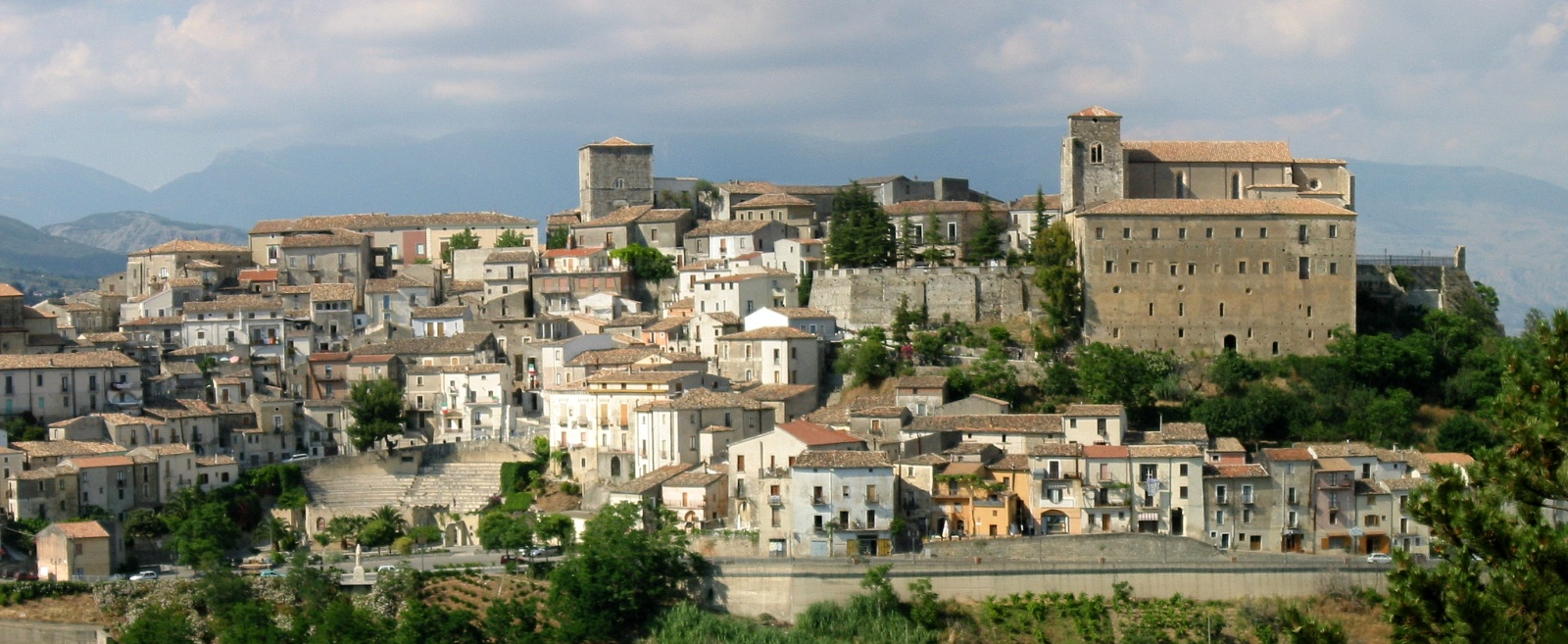

Щорічний фестиваль відбувається 2 квітня. Покровитель — San Francesco.

## Демографія
Населення за роками:

Станом на 1 січня 2023 року в муніципалітеті офіційно проживало 107 іноземців з 17 країн, серед них 81 громадянин країн Євросоюзу та 4 громадяни України.

## Сусідні муніципалітети
- Аккуаформоза
- Кастровілларі
- Фірмо
- Лунгро
- Роджано-Гравіна
- Сан-Донато-ді-Нінеа
- Сан-Лоренцо-дель-Валло
- Сан-Сості
- Сарачена